# 李存霸
李存霸（？—926年），应州人，后唐太祖李克用之子，生母曹氏，后唐庄宗李存勗同母弟。
同光三年（925年）十二月辛亥，诏封永王。李存霸历任昭义、天平、河中三军节度使，都不到藩镇，只留在京师領俸禄。鄴都之變後，李存霸被派到河中，庄宗到汜水，改李存霸為太原留守，李存渥为河中节度使，诏书没有到达，郭从谦反，杀庄宗。李绍荣欲到河中投奔永王李存霸，从兵溃散，李存霸听说京城大乱，率众千人弃河中奔太原。
李存霸至晋阳，麾下逃散已尽，只有康从弁没有离开。李存霸剃髮並穿著袈裟來谒见符彦超：“愿入山為僧，希望公能庇护。”军士争杀李存霸，符彦超说：“六相公存霸既然来了，应当奏请，再决定去留。”希望庇護李存霸。军士不听，殺李存霸于幕府门前的碑下。

## 延伸阅读
[在维基数据编辑]
 《舊五代史·卷51》，出自薛居正《舊五代史》